# Диас, Диомедес
Диомедес Дионисио Диас Маэстре  (исп. Diomedes Dionisio Díaz Maestre; 26 мая 1957, Сан-Хуан-дель-Сесар — 22 декабря 2013) — колумбийский певец. 

## Биография
Родился 26 мая 1957 года в Сан-Хуан-дель-Сесар. С самого раннего возраста он интересовался музыкой, вдохновленный его матерью и дядей. Первоначальное образование он получил в Лисео Колумбии в Вильянуэве. Во время учебы в школе его одноклассник случайно ударил его камнем в глаз, оставив его одноглазым. Он переехал в Валледупар, где закончил среднюю школу в Промышленно-техническом институте Педро Кастро Монсальво. Именно в это время он встретил Рафаэль Ороско Маэстре, который прозвал его «Эль Касике де ла Хунта» (El Cacique de la Junta).
Диомедес Диас Он является крупнейшим продавцом пластинок в истории Валленато. Было продано около 20 миллионов копий. В 2010 году он получил латинскую Грэмми в категории Кумбия / Валленато.

### Смерть
Диомедес Диас умер от остановки сердца 22 декабря 2013 года.

## Теленовелла
В 2015 год, RCN транслировал мыльную оперу о жизни Диас (Diomedes, El cacique de la junta).

## Дискография
- Herencia Vallenata (1976)
- Tres Canciones (1976)
- De Frente (1977)
- La Locura (1978)
- Dos Grandes (1979)
- Los Profesionales (1979)
- Tu Serenata (1980)
- Para Mi Fanaticada (1980)
- Con Mucho Estilo (1981)
- Todo Es Para Ti (1982)
- Cantando (1983)
- El Mundo (1984)
- Vallenato (1985)
- Brindo Con El Alma (1986)
- Incontenibles (1987)
- Gano El Folclor (1988)
- El Cóndor Herido (1989)
- Canta Conmigo (1990)
- Mi Vida Musical (1991)
- El Regreso del Cóndor (1992)
- Titulo de Amor (1993)
- 26 de Mayo (1994)
- Un Canto Celestial (1995)
- Muchas Gracias (1996)
- Mi Biografía (1997)
- Volver a Vivir (1998)
- Experiencias Vividas (1999)
- Gracias a Dios (2002)
- Pidiendo Vía (2003)
- De Nuevo Con Mi Gente (2005)
- La Voz (2007)
- Celebremos Juntos (2009)
- Listo Pa' la foto (2009)
- Con Mucho Gusto (2011)
- La Vida del Artista (2013)